# リヴォニア

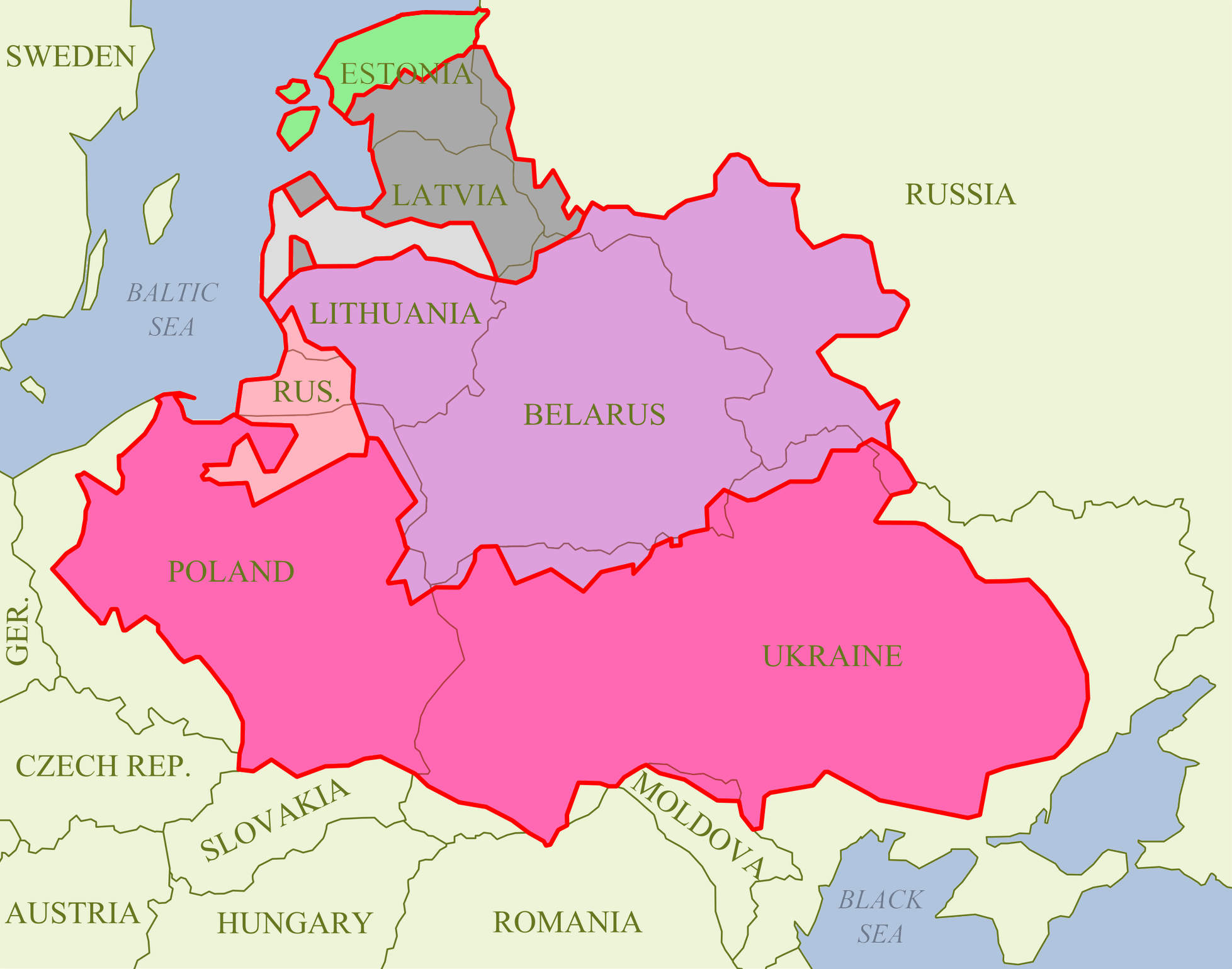
1619年当時のポーランド・リトアニア連合とリヴォニア。濃い灰色の部分がリヴォニア公国

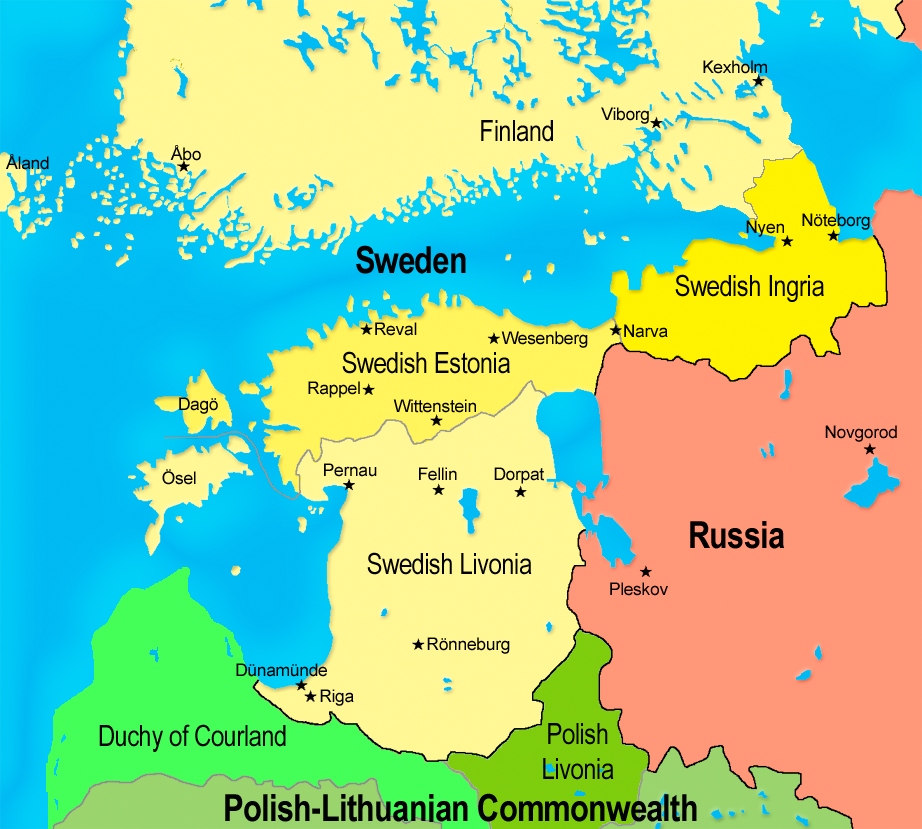
17世紀後半のリヴォニア。中・北部がスウェーデン・バルト帝国、南部がポーランド・リトアニア連合

リヴォニア（Livonia）は、現在のラトビアの東北部（ヴィドゼメ地方）からエストニアの南部にかけての地域の名称。また、リボニアやドイツ語風にリーフラント（Livland）ともいう。
この地にはフィン・ウゴル系（ウラル語系）とされるリヴォニア語を話すリーヴ人が住んでいたが、現在では人口数百人程度の少数民族となっている。ドイツ騎士団の植民やバルト人・フィン人等との混血により、激減したとされる。現在、住民はほぼバルト系ラトビア人とロシア人で占める。

中世リヴォニア:テッラ・マリアナ

リヴォニア十字軍の間に、リヴォニア帯剣騎士団（後にリヴォニア騎士団と呼ばれる）に植民地化された。テッラ・マリアナはバルト海の東海に位置し、現在のエストニア南部とラトビア北部からなる領域。リヴォニア十字軍の結果作られた。
中世は北方十字軍や東方植民の影響でドイツ系の住民バルト・ドイツ人が多数を占め統治された。リーヴ人の影響は残り、この地はリーヴ人の土地、リヴォニアとして名を残す事になる。
ドイツ騎士団国（1224年-1237年）と支部のリヴォニア騎士団（1237年-1561年）、リヴォニア公国（ポーランド王国、ポーランド・リトアニア共和国 1561年-1621年）、スウェーデン（バルト帝国 1629年-1721年）と支配者を変えた後、最終的に18世紀初頭に始まった大北方戦争によりロシア帝国（1721年-1918年）に帰した。20世紀には、リヴォニアの北部をエストニア、南部をラトビアとして国家が成立した。